# Thesium scabriflorum
Thesium scabriflorum är en sandelträdsväxtart som beskrevs av Peter Hadland Davis. Thesium scabriflorum ingår i släktet spindelörter, och familjen sandelträdsväxter. Inga underarter finns listade i Catalogue of Life.